# Barbus turkanae
Barbus turkanae és una espècie de peix cipriniforme de la família dels ciprínids.

## Morfologia
Els mascles poden assolir els 4,2 cm de longitud total.

## Distribució geogràfica
És un endemisme del llac Turkana (Àfrica).